# Гърличу
Гърличу (на румънски: Gârliciu, историческо наименование: Asarlâc, на турски: Asarlik) е село център на най-северната селска община в окръг Констанца в Северна Добруджа, Румъния.

## География
Гърличу отстои на 2 км от Мачинския ръкав на река Дунав. Най-близкият град е Хършова.

## История и демография[1]
Първото писмено споменаване на Гърличу e в географска карта от 1843-1844 години. В общината работи православната християнска църква „Свети Никола“.
|  |  |  |

|  |  |  |